# Patrick Kane

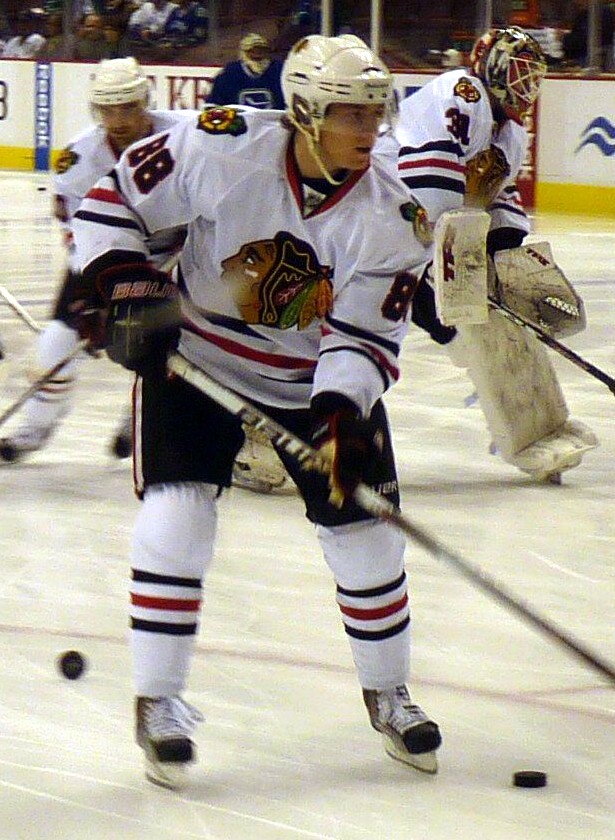
Patrick Kane.

Patrick T. Kane, Jr. (Buffalo, Nueva York, 19 de noviembre de 1988) es un jugador profesional de hockey sobre hielo que actualmente juega para los Detroit Red Wings de NHL. Él jugó para los Chicago Blackhawks  desde 2007 hasta 2023 y en los New York Rangers durante unos meses del mismo año. Fue seleccionado con la primera selección global en el 2007 NHL Entry Draft por los Blackhawks de Chicago. Ganó el Trofeo Calder en 2008, superando a su compañero de equipo Blackhawks Jonathan Toews.
- Datos: Q335876
- Multimedia: Patrick Kane / Q335876